# Rachid Ofrany
Rachid Ofrany (Roermond, 17 januari 1987) is een voormalig Nederlands profvoetballer van Marokkaanse afkomst.

## Loopbaan
Ofrany begon zijn voetbalcarrière bij de amateurvereniging Swift '36 in Roermond. Hij werd aangenomen op de jeugdopleiding van VVV-Venlo, die hij geheel doorliep. De talentvolle aanvaller werd geselecteerd voor vertegenwoordigende elftallen. Bij de start van het seizoen 2006/07 op 11 augustus 2006 maakte Ofrany zijn debuut in het eerste elftal tijdens de wedstrijd VVV-Venlo - FC Eindhoven (1-1). Kort daarna tekende hij een vierjarig contract. Einde juli 2007 kreeg hij de Jan Klaassens Award uitgereikt, de jaarlijkse onderscheiding van VVV voor het grootste talent uit eigen jeugdopleiding. Zijn meest opvallende moment was in het eredivisieseizoen 2007-2008 toen VVV-Venlo in De Koel gelijkspeelde tegen Ajax en waarin hij met een lob vanaf de middencirkel scoorde. De einduitslag van deze wedstrijd werd 2-2.
In 2009 werd de rechteraanvaller door VVV een jaar uitgeleend aan AGOVV. Na zijn terugkeer bij de Venlose club liep hij eind oktober 2010 een dubbele beenbreuk op. Hij zou hiervan nooit helemaal herstellen. In 2011 vertrok Ofrany bij VVV. Na een korte periode bij Fortuna Sittard en mislukte stages in Thailand, Indonesië en Marokko besloot Ofrany in 2013 te stoppen met betaald voetbal. Hij voetbalde nadien in de Topdivisie zaalvoetbal bij TZR Fermonia Boys in zijn geboortestad Roermond. Ook kwam hij in het amateurvoetbal nog uit voor achtereenvolgens RKVV DESO, SV Eikenderveld, SVE Einighausen en IVS. In januari 2022 zette Ofrany een definitief punt achter zijn voetballoopbaan omdat hij een restaurant in België was begonnen en dit niet langer kon combineren met de drukke werkzaamheden in het weekend.

## Statistieken
| Seizoen         | Club              | Competitie      | Competitie | Competitie | Beker | Beker | Play-offs | Play-offs | Totaal | Totaal |
| Seizoen         | Club              | Competitie      | Wed.       | Dlp.       | Wed.  | Dlp.  | Wed.      | Dlp.      | Wed.   | Dlp.   |
| --------------- | ----------------- | --------------- | ---------- | ---------- | ----- | ----- | --------- | --------- | ------ | ------ |
| 2006/07         | VVV-Venlo         | Eerste divisie  | 38         | 5          | 1     | 0     | 5         | 0         | 44     | 5      |
| 2007/08         | VVV-Venlo         | Eredivisie      | 26         | 3          | 0     | 0     | 3         | 0         | 29     | 3      |
| 2008/09         | VVV-Venlo         | Eerste divisie  | 18         | 1          | 1     | 0     | —         | —         | 19     | 1      |
| 2009/10         | → AGOVV Apeldoorn | Eerste divisie  | 24         | 2          | 0     | 0     | 1         | 0         | 25     | 2      |
| 2010/11         | VVV-Venlo         | Eredivisie      | 1          | 0          | 1     | 0     | —         | —         | 2      | 0      |
| 2011/12         | Fortuna Sittard   | Eerste divisie  | 1          | 0          | 1     | 0     | —         | —         | 2      | 0      |
| Carrière totaal | Carrière totaal   | Carrière totaal | 108        | 11         | 4     | 0     | 9         | 0         | 121    | 11     |